# ما قبل التاريخ بإيطاليا
تم استيطان إيطاليا الحالية منذ ما يقرب من 500,000 سنة مضت، بما يتزامن مع العصر الحجري القديم السفلي. أول ما سكنها كان إنسان النياندرتال، والذي لفترة من الزمان عاش جنباً إلى جنب مع هومو سابينس.
عاشت أهم الحضارات الإيطالية ما قبل التاريخ في العصر الحجري الحديث وهي حضارات كاموني [الإنجليزية] وتيراماري والفيلانوفية وكاستيلييري. من الحضارات قبل التاريخ الأخرى حضارة كانيغراتي وريميديلو.

## ظهور البشر

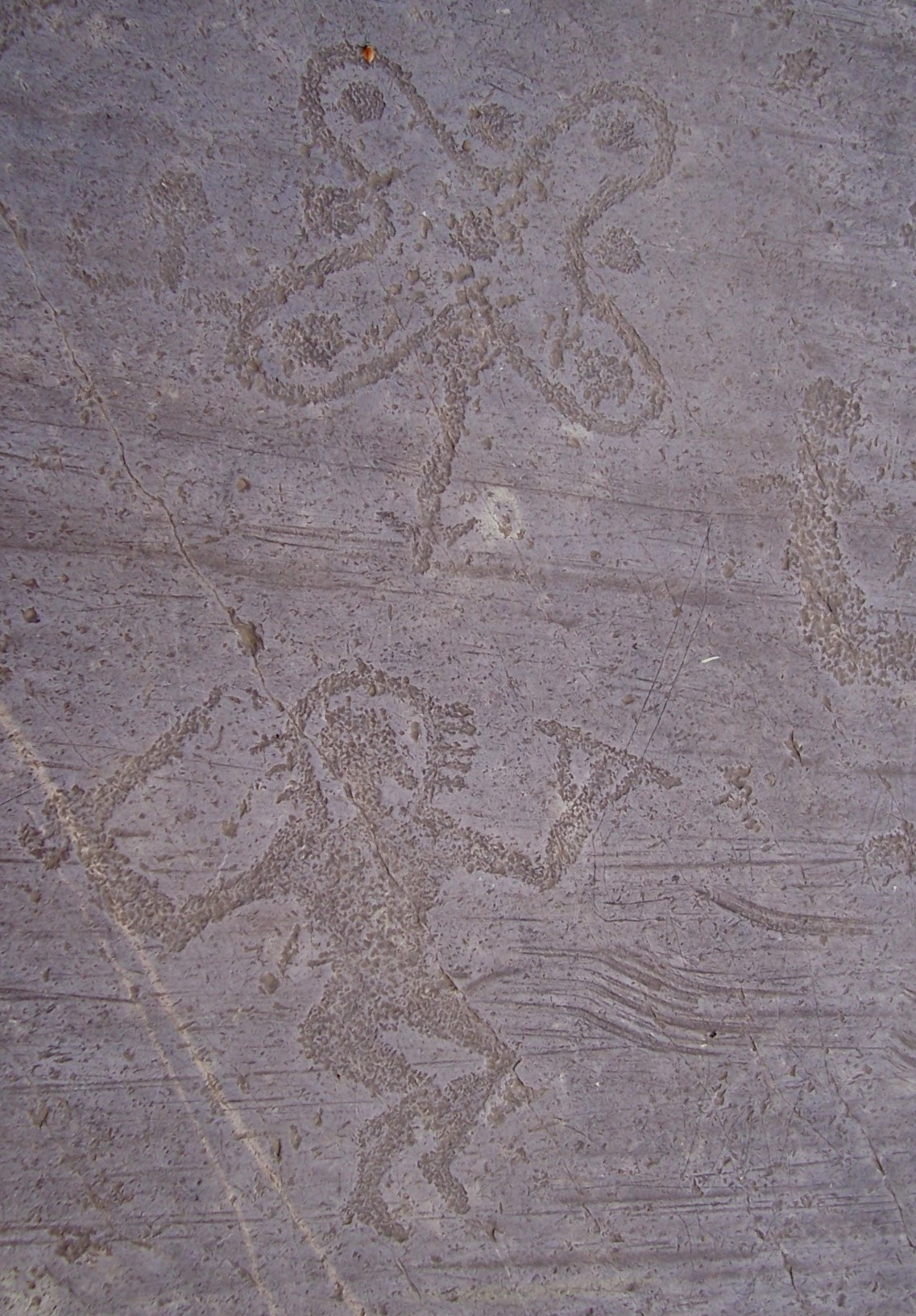
رسوم حجرية في وادي كامونيكا.

في عصور ما قبل التاريخ، كانت شبه الجزيرة الإيطالية مختلفة مما هي عليه الآن. خلال العصور الجليدية على سبيل المثال كانت جزيرتا إلبا وصقلية متصلتين بالبر الرئيسي. كما بدأ البحر الأدرياتيكي في ما هو الآن شبه جزيرة جارجانو، وما هو الآن سطحه وصولاً إلى البندقية كان سهلاً خصباً بمناخ رطب.
تبين وجود هومو نياندرتال في الاكتشافات الأثرية التي يرجع تاريخها إلى 50,000 سنة مضت تقريباً (العصر الجليدي المتأخر). هناك حوالي عشرين من هذه المواقع، أهمها في كهف غواتاري في سان فيليس سيرسيو، على البحر التيراني جنوب روما. من المواقع الأخرى هي كهف فوماني (مقاطعة فيرونا) وكهف سان بيرناردينو (مقاطعة فيشنزا) وكهف برويل في سان فيليس.
بدأ ظهور الرجل الحديث خلال العصر الحجري القديم الأعلى. تم العثور على بقايا أوغارينياسية متنوعة في كهف فوماني التي يرجع تاريخها إلى 34.000 سنة مضت تقريباً.
تم العثور على بقايا من العصر ما قبل التاريخ في وقت لاحق في ليغوريا ومنحوتات حجرية في لومبارديا (في وادي كامونيكا) وسردينيا (نوراك). ربما كان أكثرها شهرة رجل الثلج أوتزي مومياء صياد الجبال الجليدية الموجود في نهر سيميلاون الجليدي في تيرول الجنوبية والتي يرجع تاريخها إلى ما يقرب من 3000 قبل الميلاد (العصر النحاسي).

## ما قبل السكان الهندوأوروبيين
سكان إيطاليا الأوائل الذين ربما هاجروا من أبوليا حاولي 37000 سنة مضت انتقلوا عبر شبه الجزيرة وأسسوا مستوطنات صغيرة بعيدة عن بعضها في مناطق مرتفعة. في حوالي 12,000 دفع تكاثر أعدادهم ذريتهم لملء المناطق الساحلية.

## الهجرة الهندوأوروبية
في ذات الوقت الذي بدأ فيه استخدام المعادن قام الهندوأوروبيون بالهجرة إلى إيطاليا. قد تم تقريباً تحديد أربع موجات من سكان شمال جبال الألب:
- حصلت الموجة الأولى حوالي وسط الألفية الثالثة قبل الميلاد عبر شعب استورد حدادة النحاس.
- حدثت الموجة الثانية في أواخر الألفية الثالثة وأوائل الألفية الثانية قبل الميلاد لقبائل ذات ثقافة بيكر استخدمت حدادة البرونز في سهل بادان في توسكانا وعلى سواحل سردينيا وصقلية.
- في منتصف الألفية الثانية قبل الميلاد حدثت الموجة الثالثة المرتبطة بتيراميري ووفقاً لبعض الباحثين باللاتين وفاليسكي التي نشرت استخدام الحديد وحرق الجثث.
- من أواخر الألفية الثانية إلى بدايات الألفية الأولى قبل الميلاد حصلت الموجة الرابعة المرتبطة بثقافة أرنفيلد والتي يمكن ربطها بالأسكان والأومبريين وبقبائل اللاتين والفالسكانيين والليبونتي وفينيتي.

## أبرز حضارات ما قبل التاريخ

### ثقافة الأبينين
ثقافة أبينين (تسمى أيضا العصر البرونزي الإيطالي) هي معقد تكنولوجي في وسط وجنوب إيطاليا يغطي العصرين النحاسي والبرونزي خصوصاً.
كانت شعوب ثقافة الأبنين رعاة ماشية في جبال الألب يرعون حيواناتهم على مروج وبساتين في وسط إيطاليا الجبلية. عاشوا في قرى صغيرة متمركزة في أماكن يمكن الدفاع عنها. قاموا ببناء مخيمات مؤقتة أو عاشوا في كهوف أو ملاجئ صخرية أثناء تنقلهم بين المراعي الصيفية. لم يقتصر مداهم بالضرورة على التلال؛ حيث تم العثور على فخارهم في تل الكابيتول في روما وكذلك في الجزر المذكورة أعلاه.

### فال كامونيكا
الكاميونيون شعب قديم من أصل غير مؤكد (وفقا لبلينيوس الأكبر كانوا إيوجينيين، بينما قال سترابون أنهم ريتيون) عاشوا في وادي كامونيكا، في ما هو الآن لومبارديا الشمالية خلال العصر الحديدي على الرغم من أن مجموعات من الصيادين والرعاة والمزارعين عاشوا في المنطقة منذ العصر الحجري الحديث.
وصل ذاك الشعب إلى ذروة قوته خلال العصر الحديدي بسبب وجود مصانع الحديد في وادي كامونيكا. تعود أهميتهم التاريخية رغم ذلك إلى إرثهم من الرسومات والحفريات الصخرية، حوالي 300,000 في العدد والتي تعود إلى العصر الحجري القديم حتى العصور الوسطى.

### الحضارة النوراغية

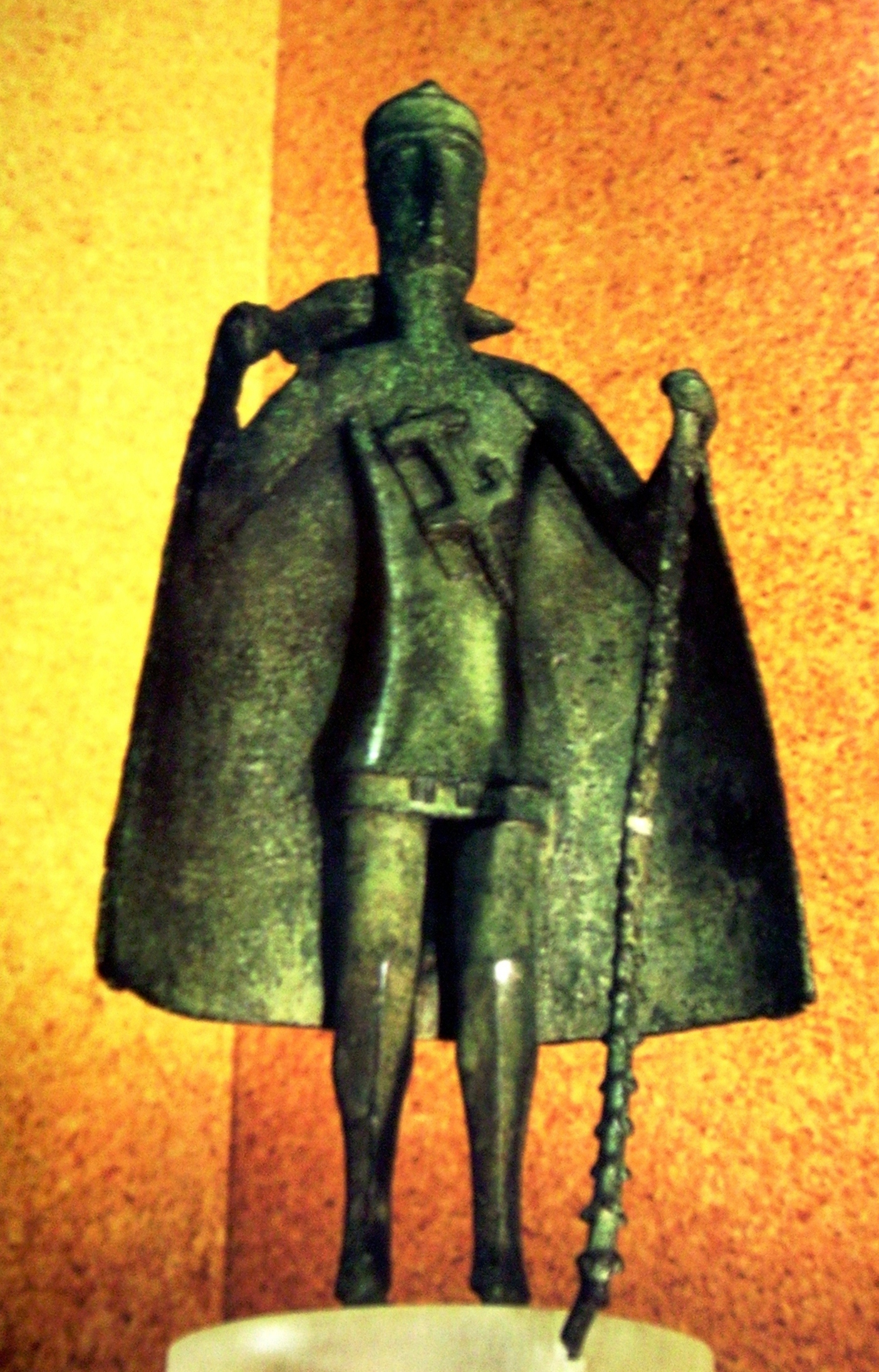
تمثال برونزي سرديني، يعتقد أنه يمثل زعيم قبيلة. يوجد حالياً في متحف الآثار الوطني في كالياري.

استمرت حضارة نوراك في سردينيا وكورسيكا من العصر البرونزي المبكر (القرن 18 قبل الميلاد) إلى القرن الثاني الميلادي، عندما دخلت هذه الجزر في النظام الروماني. تأخذ الحضارة اسمها من الأبراج النوراغية المميزة، والتي تطورت من ثقافة الميغاليثية السابقة والتي بنت الدولمن والمنهير.
تعتبر أبراج نوراغي بالإجماع أكبر وأفضل الآثار الميغاليثية في أوروبا. لا يزال استخدامها العملي محط جدل: بعض العلماء يعتبرها مقابر أثرية والبعض الآخر بيوتاً للعمالقة وآخرون كقلاع أو أفران لصهر المعادن أو سجون أو معابد لعبادة الشمس.
كان الشعب المؤلف لتلك الحضارة محاربين وبحارة، حيث امتلك السردينيون تجارة مزدهرة مع الشعوب المتوسطية الأخرى. يظهر ذلك من خلال العديد من البقايا المحفوظة في نوراك، مثل العنبر القادم من بحر البلطيق والتماثيل البرونزية الصغيرة التي تصور القردة والحيوانات الأفريقية وشذرات من النحاس والأسلحة من شرق البحر الأبيض المتوسط والسيراميك من ميسينا. افترض أن شعب سردينيا القديم أو جزء منه هو أحد الشعوب المعروفة باسم شعوب البحر (على وجه الخصوص شيردن) الذين هاجموا مصر القديمة وغيرها من مناطق شرق البحر الأبيض المتوسط.
العناصر الأصلية الأخرى لحضارة سردينيا تشمل المعابد المعروفة باسم «الحفر المقدسة» وهي ربما مكرسة للمياه المقدسة المتعلقة بالقمر والدورات الفلكية، قبور العمالقة، معابد ميغارون والأبنية القضائية والترفيهية العديدة وبعض التماثيل المرممة. اكتشف البعض منها في المقابر الأترورية مما يشير إلى العلاقات القوية بين الشعبين.